# Стивенс, Джеффри
Джеффри Стивенс (англ. Jeffery Stevens) — английский биатлонист, участник двух зимних Олимпийских игр.

## Карьера
Дебютировал на международных соревнованиях в 1971 году на чемпионате мира в финской Хямеэнлинне, на котором в индивидуальной гонке занял 51-е место. За всю свою карьеру принял участие в четырёх чемпионатах мира. Лучшим результатом стало 48-е место во впервые проводимом на чемпионатах мира спринте в 1974 году.
Участвовал в двух зимних Олимпийских играх. В 1972 году в Саппоро показал свой лучший личный результат в карьере — 26-е место в индивидуальной гонке. В эстафете вместе с Аланом Нотли, Малкольмом Хирстом и Кейтом Оливером занял 11-е место. В 1976 году в Иннсбруке в индивидуальной гонке финишировал 39-м, а в эстафете вместе с Малкольмом Хирстом, Полом Гиббинсом и Грэмом Фергюсоном стал 13-м.

### Участие в Чемпионатах мира
| Год  | Место проведения | Инд | Спр | Эст |
| 1971 | ЧМ Хямеэнлинна   | 51  | х   | —   |
| 1973 | ЧМ Лейк-Плэсид   | DNF | х   | 10  |
| 1974 | ЧМ Минск         | 49  | 48  | 10  |
| 1975 | ЧМ Антхольц      | 56  | 53  | 13  |

### Участие в Олимпийских играх
| Год  | Место проведения | Инд | Эст |
| 1972 | Саппоро          | 26  | 11  |
| 1976 | Иннсбрук         | 39  | 13  |